# Trayning Shire
Koordinaten: 31° 6′ S, 117° 47′ O

Das Shire of Trayning ist ein lokales Verwaltungsgebiet (LGA) im australischen Bundesstaat Western Australia. Das Gebiet ist 1651 km² groß und hat etwa 350 Einwohner (2016).
Trayning liegt im westaustralischen „Weizengürtel“ im Zentrum des Staates etwa 205 Kilometer nordöstlich der Hauptstadt Perth. Der Sitz des Shire Councils befindet sich in der Ortschaft Trayning, wo etwa 120 Einwohner leben (2016).

## Verwaltung
Der Trayning Council hat neun Mitglieder. Sie werden von allen Bewohnern der LGA gewählt. Trayning ist nicht in Bezirke unterteilt. Aus dem Kreis der Councillor rekrutiert sich auch der Ratsvorsitzende und Shire President.